# Tjaronn Chery
Tjaronn Inteff Chefren Chery (La Haya, 4 de junio de 1988) es un futbolista surinamés que juega de centrocampista en el NEC Nimega de la Eredivisie.

## Clubes
| Club                      | País         | Año       |
| ------------------------- | ------------ | --------- |
| F. C. Twente              | Países Bajos | 2009-2010 |
| S. C. Cambuur (cedido)    | Países Bajos | 2009      |
| RBC Roosendaal (cedido)   | Países Bajos | 2010      |
| F. C. Emmen               | Países Bajos | 2010-2011 |
| ADO Den Haag              | Países Bajos | 2011-2014 |
| F. C. Groningen (cedido)  | Países Bajos | 2013-2014 |
| F. C. Groningen           | Países Bajos | 2014-2015 |
| Queens Park Rangers F. C. | Inglaterra   | 2015-2017 |
| Guizhou Zhicheng F. C.    | China        | 2017-2019 |
| Kayserispor (cedido)      | Turquía      | 2018-2019 |
| Maccabi Haifa F. C.       | Israel       | 2019-2024 |
| NEC Nimega (cedido)       | Países Bajos | 2024      |
| Royal Antwerp F. C.       | Bélgica      | 2024-2025 |
| NEC Nimega                | Países Bajos | 2025-     |

## Palmarés

### Títulos nacionales
| Título                   | Club                | País         | Año     |
| ------------------------ | ------------------- | ------------ | ------- |
| Copa de los Países Bajos | F. C. Groningen     | Países Bajos | 2014-15 |
| Liga Premier de Israel   | Maccabi Haifa F. C. | Israel       | 2020-21 |
| Supercopa de Israel      | Maccabi Haifa F. C. | Israel       | 2021    |
| Copa Toto Al             | Maccabi Haifa F. C. | Israel       | 2021-22 |
| Liga Premier de Israel   | Maccabi Haifa F. C. | Israel       | 2021-22 |
| Liga Premier de Israel   | Maccabi Haifa F. C. | Israel       | 2022-23 |
| Supercopa de Israel      | Maccabi Haifa F. C. | Israel       | 2023    |